# Когнитивна дистанца
Когнитивна дистанца је у образовању, удаљеност између предавача и примаоца. Развој комуникационих технологија је релативизовао когнитивне дистанце, применом Интернета и појавом концепта „учења на даљину”.